# CNN Journalist Award

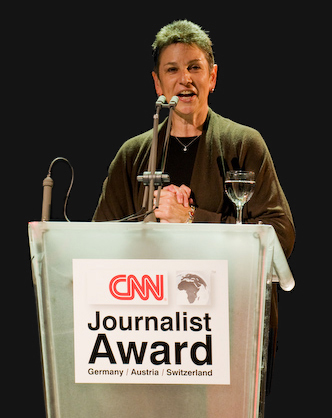
Susan Grant, Vizepräsidentin von CNN News Services, während der Eröffnungsrede beim Award 2008 in München

Der CNN Journalist Award Germany / Austria / Switzerland (meist kurz CNN Journalist Award, dt. CNN-Journalisten-Preis) ist ein Journalistenpreis, der zwischen 2005 und 2015 von CNN International als Nachwuchspreis für Auslandsjournalismus vergeben wurde. Der Nachrichtensender wollte damit junge Talente des Auslandsjournalismus im deutschsprachigen Raum Europas entdecken und fördern. Teilnehmen konnten Journalisten aus Deutschland, Österreich und der Schweiz, die zum Zeitpunkt der Erstveröffentlichung ihrer Beiträge nicht älter als 34 Jahre waren.
Der CNN Journalist Award Germany / Austria / Switzerland wurde jährlich in verschiedenen Kategorien verliehen und war mit einem Preisgeld von insgesamt 10.000 Euro dotiert. Neben den Preisträgern in den einzelnen Kategorien wurde außerdem ein Gesamtgewinner als CNN Journalist of the Year (dt. CNN-Journalist des Jahres) geehrt.

## Geschichte und Regularien
Der US-amerikanischen Fernsehsender CNN rief 1995 der CNN African Journalist Award aus. Heute wird der CNN Journalist Award in Afrika, Südkorea, Indien, Lateinamerika sowie bis 2015 im deutschsprachigen Raum Europas verliehen.
Prämiert wurden herausragende Berichte, in denen der internationale Bezug im Vordergrund stand, in folgenden Kategorien:
- Online
- Print
- Radio
- TV
- Foto

Eingereicht werden konnten Einzelbeiträge, die in einem allgemein zugänglichen, deutschsprachigen Medium (Online-Medium, Printmedium, Hörfunksender oder Fernsehsender) in Deutschland, Österreich und der deutschsprachigen Schweiz veröffentlicht wurden. Teilnehmen konnten fest angestellte und freie Journalisten, Redakteure und Autoren, bzw. Studenten einer journalistischen Fachrichtung und Schüler von Journalistenschulen oder anderen journalistischen Aus- und Fortbildungseinrichtungen, die zum Zeitpunkt der Erstveröffentlichung des eingereichten Beitrags „nicht älter als 34 Jahre“ waren.
In den Auslobungen wurden jeweils bestimmte Fristen festgelegt; beispielsweise mussten für eine Teilnahme im Jahr 2009 die Beiträge im Zeitraum zwischen dem „1. April 2008“ bis einschließlich „31. März 2009“ erschienen sein und bis spätestens zum „25. Mai 2009“ eingereicht werden.

## Jury und Preise
Alle Einreichungen durchliefen eine Vorauswahl, in der geprüft wurde, ob sie die Teilnahmebedingungen erfüllten. Im Anschluss wählte eine mit sieben renommierten Journalisten und Moderatoren besetzte Jury die Siegerbeiträge in den einzelnen Kategorien aus. Außerdem wurde von der Jury aus dem Kreis der Preisträger der CNN Journalist of the Year ausgewählt.
Mitglieder der Jury waren im Jahr 2014:
- Hans Demmel, Geschäftsführer von n-tv
- Franz Fischlin, Tagesschau-Moderator des Schweizer Fernsehens
- Frederik Pleitgen, Berlin-Korrespondent für CNN International
- Stefan Plöchinger, Chefredakteur von Süddeutsche.de
- Ingrid Thurnher, Moderatorin und Redakteurin beim ORF
- Dominik Wichmann, Chefredakteur des Stern
- Kristin Zeier, Leitung der englischsprachigen Radio- und Onlineredaktion der Deutschen Welle

## Preisträger
- 2005

- Online: Dara Hassanzadeh und Philipp Müller, für die Reportage Die EU-Tour: Eine Handelsreise in das neue Europa für die Online-Seiten des ZDF-Magazins „ZDF.reporter“
- Print: Jasna Zajček, für die Undercover-Reportage Enduring Freedom. Mein geheimes Militärtagebuch in Die Tageszeitung
- Print + CNN Journalist of the Year 2005: Dimitri Ladischensky, für seinen kritischen Bericht Elender Staub in der Zeitschrift mare
- Radio: Andreas Kleinschmidt, freier Journalist bei Bayern 2
- TV: Barbara Lüthi, für die Reportage Spielzeugfabrik in China für das Schweizer Fernsehen
- TV: Julia Nether, für den Bericht Das Künstlernetzwerk Goslab in Tiflis auf ARTE

- 2006

- Foto: Alexander Hassenstein, Fotograf bei Getty Images
- Online: Helge Bendl, Reporter und Redakteur bei der Reportage-Agentur Zeitenspiegel; gemeinsam mit Klaus Kranewitter, Videojournalist bei Zeitenspiegel; für einen stern-Beitrag
- Print: Dimitri Ladischensky, Redakteur bei der Zeitschrift mare
- TV + CNN Journalist of the Year 2006: Ariane Reimers, heute Junior-Korrespondentin im ARD-Studio Singapur, für ihre gesellschaftskritische Reportage Vater in der Todeszelle, bei der sie Kinder von Kriminellen in Peking besuchte

- 2007

- Foto: Christian Langbehn, Fotojournalist bei Actionpress
- Online: Dara Hassanzadeh und Philipp Müller, für die Reportage Weihnachten global – Wer macht unsere Geschenke? für die Online-Seiten des ZDF-Magazins „ZDF.reporter“
- Print: Henning Sußebach, Redakteur bei der Zeit
- Radio: Frank Kühn, Redakteur beim WDR
- TV + CNN Journalist of the Year 2007: Christoph Feurstein, TV-Journalist des ORF, für seine Reportage über den 20. Jahrestag der Reaktorkatastrophe von Tschernobyl

- 2008

- Online: Malte Boriwiack, Redakteur bei ZDF.de
- Print: Alexandros Stefanidis, für die Geschichte Jenseits von Amerika über Barack Obamas kenianische Großmutter im Süddeutsche Zeitung Magazin
- Radio: Sven Preger, für das Hörstück Absturz der Raumfähre Columbia auf WDR5
- TV + CNN Journalist of the Year 2008: Barbara Lüthi, für die TV-Reportage Landenteignung in China für das Schweizer Fernsehen
- TV: René Schulthoff, Fernsehreporter und Journalist bei Radio Bremen TV

- 2009

- Online: Hasnain Kazim, für den Bericht Angriff auf Mumbai: Protokoll eines mörderischen Feldzugs auf Spiegel Online
- Print: Mathias Irle, für die Reportage Die Treppe der Willigen im Wirtschaftsmagazin Brand eins
- Radio: Anna Kuhn-Osius, für ihren Beitrag Oh Amerika im Campusradio der Universität Dortmund  eldoradio* und bei der Deutschen Welle
- TV-Aktuell + CNN Journalist of the Year 2009: Rebecca Gudisch, für ihren TV-Film Kindersklaven in der Sendereihe „die story“ des WDR
- TV-Reportage: Carsten Behrendt, für den Beitrag Ein Mann jagt sein Geld des ZDF

- 2011

- Print: Frederik Obermaier, für das Porträt Ich denke, dass es meine Bestimmung ist, hier zu sein in Zeit Campus
- Radio + CNN Journalist of the Year 2011:  Benjamin Best, für die Hörfunk-Reportage Tor, Sieg, Betrug – Wettmanipulation im Sport auf WDR 5
- Online: Simon Kremer und Marc Röhlig, für die Reportage Die gleichzeitige Stadt auf soukmagazine.de
- TV: Sebastian Kuhn, für die Reportage USA: Unter der Brücke von Miami auf ARTE

- 2012

- Print: Fritz Schaap für das Porträt Grundkurs Islamismus im ZEITmagazin
- Radio: Christine Auerbach für das Porträt Amani und die Revolution (Folge 1 bis 3) auf on3-radio des Bayerischen Rundfunks
- TV: Hannah Hölscher für den Film Ethan McCord für stern TV
- Foto + CNN Journalist of the Year 2012: Martin Schlüter für die Fotostrecke Schweigen im Schnee – Kindesmissbrauch an der Beringsee in der Zeitschrift Mare

- 2013

- TV + CNN Journalist of the Year 2013: Matthias Deiß, Anne-Kathrin Thüringer und Eva Müller für die Dokumentation Acht Türken, ein Grieche und eine Polizistin für ARD / rbb
- Print: Takis Würger für den Artikel Das verlorene Bataillon in Der Spiegel
- Radio: Sabine Rossi für das Porträt Anruf aus Damaskus auf WDR Funkhaus Europa
- Foto: Fabian Weiß für das fotografische Portfolio Lesbische Frauen in China: ein Leben am Rande der Lüge in der Zeitschrift liga - Das Magazin der Österreichischen Liga für Menschenrechte
- Online: Lukas Augustin und Salome Augustin für den Beitrag Afghanistan - Touch down in flight Süddeutsche Zeitung Magazin

- 2014

- Print + CNN Journalist of the Year 2014: Claas Relotius für Der Mörder als Pfleger in Reportagen Nachdem im Dezember 2018 bekannt geworden war, dass Relotius Teile von Reportagen erfunden und verfälscht hatte, entschied die Jury von 2014 in einer Sitzung einstimmig, Relotius beide Preise zu entziehen.
- TV: Michael Strompen, Jo Schück für Flucht in die Karibik - Die Steuertricks der Konzerne in ZDFzoom
- Radio: Jenny Marrenbach für Haiti Chérie. Das Geschäft mit der Hilfe. in DLF/RBB/WDR
- Foto: Birte Kaufmann für The Travellers in emerge-Onlinemagazin für jungen Fotojournalismus
- Online: Christian Werner für den Beitrag Die Spur der toten Kinder in Der Spiegel

- 2015

- Radio+ CNN Journalist of the Year 2015: Stephanie Doetzer für den Beitrag Mach's gut, Habibi in DRadio Wissen
- Print: Alexandra Rojkov und Jan Ludwig für den Artikel Glaubst du, dass du mir helfen kannst? im Tagesspiegel
- TV: Lukas Augustin für den Film Unversöhnt im NDR
- Foto: Jelca Kollatsch für Häuser ohne Menschen und Menschen ohne Häuser, veröffentlicht in ver.di Publik
- Online: Christian Salewski und Felix Rohrbeck für Die GPS-Jagd. Was passiert mit unserem Schrott? auf ARTE Future sowie die Volontäre der Deutschen Welle für Meine Oma, das Regime und ich